# The Sword and the Rose
The Sword and the Rose is een videospel voor de platforms Commodore Amiga. Het spel werd uitgebracht in 1991. 